# Хоровод (фильм, 2007)
«Круговерть» (пол. Korowód) — польский фильм режиссёра Ежи Штура. По жанру представляет собой гибрид приключенческого фильма и лирической драмы. В русскоязычных кинообзорах обычно фигурирует под названием «Хоровод», что является калькой польского названия. В англоязычном кинопрокате назывался «Зигзаги судьбы» (англ. Twists of Fate).

## Сюжет
Бартек (Камиль Мачковяк) — студент, зарабатывающий деньги любыми доступными способами, включая плагиат (он пишет за деньги курсовые и дипломные для других студентов). 
Однажды в поезде он замечает странного пассажира, как бы случайно забывающего свои вещи и пропадающего. Из любопытства Бартек присваивает его мобильный телефон и ввязывается в историю, корни которой ведут ко временам последних репрессий угасающего коммунистического режима в Польше. Пока он идёт по следу таинственного незнакомца, тучи сгущаются и над его личной жизнью, и над ним самим, между тем как за его девушкой (Каролина Горчица) следует другой таинственный незнакомец (Мацей Штур)…

## В ролях
- Камиль Мачковяк — Бартек, студент-плагиатор
- Каролина Горчица — Кася, его подруга
- Катаржина Мацьонг — Уля, его новая знакомая
- Ян Фрыч — профессор Здислав Домбровский
- Александра Конечна — Ирена, жена профессора
- Мацей Штур — Томек
- Матильда Бачиньска — Марыня, дочка Ирены и Здислава
- Ежи Штур — ректор